# بهشت‌آباد (بیضا)
بهشت‌آباد، روستایی در دهستان هفت خان بخش بانش شهرستان بیضا در استان فارس ایران است.

## جمعیت
بر پایه سرشماری عمومی نفوس و مسکن در سال ۱۳۹۵، جمعیت این روستا برابر با ۹۶ نفر (۳۴ خانوار) بوده است.